# Riccardo Selvatico

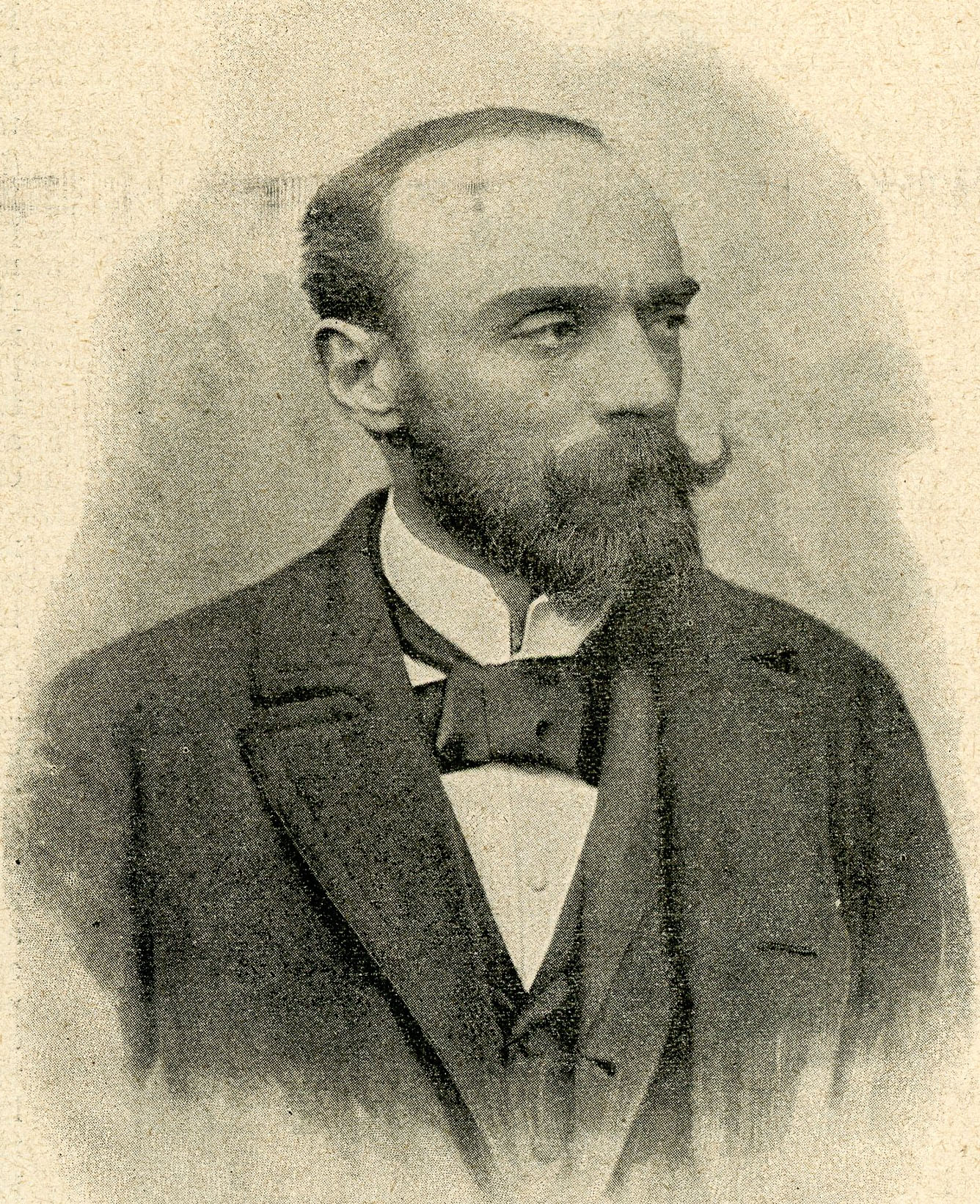
Selvatico 1895

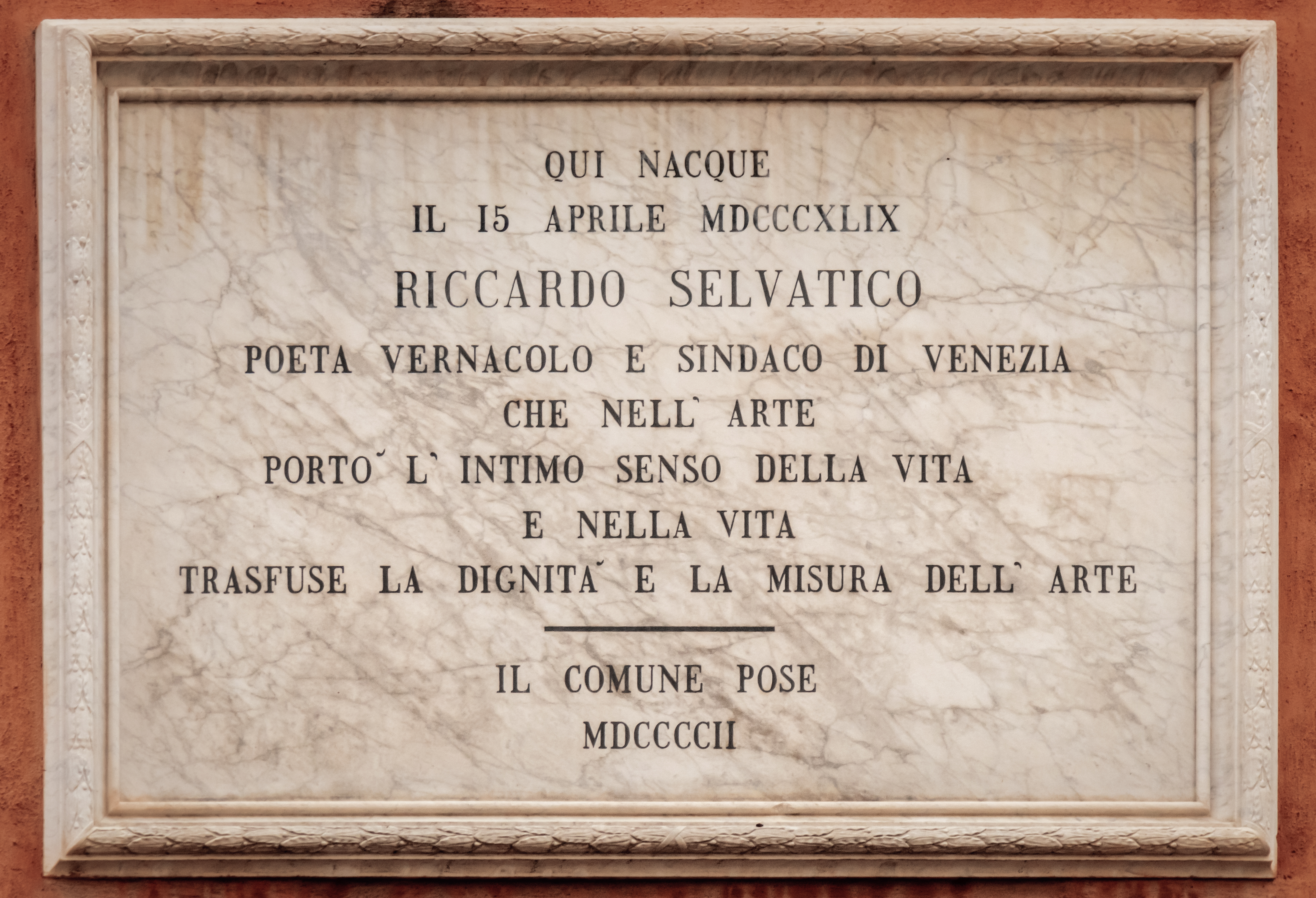
Erinnerungstafel am Geburtshaus Selvaticos am Rio de la fava, 1902

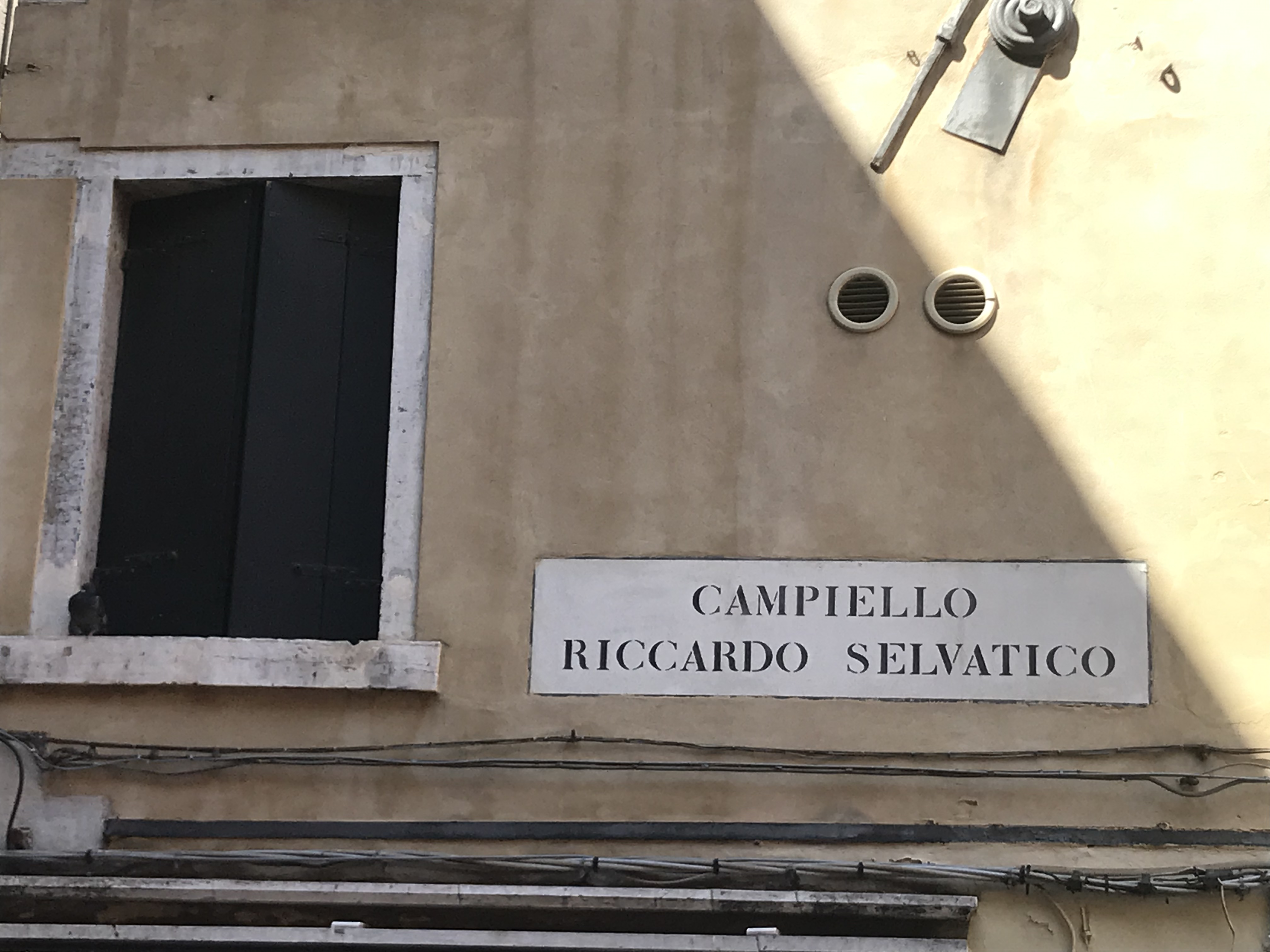
Nach Selvatico benannter Platz

Riccardo Selvatico (* 16. April 1849 in Venedig; † 21. August 1901 in Biancade, eine frazione von Roncade) war vom 12. April 1890 bis 1895 Bürgermeister Venedigs. Ihm folgte 1895 Filippo Grimani im Amt. 

## Leben
Selvatico wurde in Venedig geboren und zunächst privat unterrichtet. Er besuchte 1890 bis 1895 das liceo Santa Caterina, das spätere Marco Foscarini. An der Universität Padua studierte er bis 1873. Er heiratete Anna Maria (Nina) Charmat, mit der er zwei Söhne hatte, nämlich Lino (1872–1924) und Luigi (1873–1938), die beide Maler wurden.
Selvatico genoss in Italien großes Ansehen als Verfasser von Komödien und als Dichter. Zu ersteren gehörten etwa La bozeta de l'ogio und I recini da festa. Nachdem er zum Bürgermeister (sindaco) gewählt worden war, wurde er oftmals als „sindaco-poeta“ bezeichnet.
1890 wurde er als Parteigänger der Progressisten zum Bürgermeister Venedigs gewählt, ein Amt, das er bis 1895 ausfüllte. Gegen ihn stellte sich eine moderat klerikale Gruppe, die in einer Medienkampagne gegen sein laizistisches Stadtregiment opponierte. Man warf Selvatico Förderung des Atheismus und des Sozialismus vor, zumal in Venedig, ausgehend von Genua im Jahr 1892, die Sozialistische Partei gegründet wurde und erstmals eine Camera del Lavoro entstand, die die Kräfte der verschiedenen Gewerkschaften bündelte und ihnen eine gemeinsame organisatorische Struktur gab. 1894 setzte die Regierung unter Francesco Crispi Ausnahmegesetze gegen die Sozialisten durch. 
Die neue Stadtregierung stärkte darüber hinaus Wohlfahrtsorganisationen, reformierte das Schulsystem, untersagte Gebete in den Schulen, ermöglichte mehr Frauen den Zugang zu Bildung und Ausbildung und versuchte für gesündere und preisgünstigere Wohnungen zu sorgen, indem sie 1893 die Commissione per la costruzione di case sane ed economiche gründete, eine ‚Kommission für den Bau gesunder und billiger Wohnungen‘. Darüber hinaus entstand die Idee einer Höheren Schule für Architektur (Scuola superiore di architettura). 
Selvatico nahm Stadtentwicklungskonzepte auf, die die räumliche Trennung städtischer Funktionen verstärkten. So geht auf seine Regierungszeit die Industrialisierung des Festlands (Mestre, Marghera) und die Fixierung der Kernstadt auf touristische Bewirtschaftung zurück. 
Am 16. April 1891 entstand in Venedig die Società Italo Americana pel Petrolio (SIAP), eine Auslandsvertretung von Standard Oil. Im selben Jahr verband erstmals eine pferdegetriebene Straßenbahn die Altstadt mit Mestre und erstmals befuhr ein Dampfboot das Bacino di San Marco. Auf der Giudecca entstand der Molino Stucky, ein neungeschossiges Industriegebäude, ein Ziegelbau im Stil der norddeutschen Backsteingotik.
Um diese kulturell zu überhöhen, gründete Selvatico mit Unterstützung des ersten Generalsekretärs der Biennale Antonio Fradeletto und zusammen mit einem Kreis von Intellektuellen wie Giovanni Bordiga 1895 die Biennale, für die er die Eröffnungsrede – obwohl schon nicht mehr Bürgermeister – in Gegenwart des Königs hielt. Schon zur ersten Biennale zählte man 224.000 Besucher, 1909 gar 437.000. Aus der Schuldenlast einer Ausstellung, die 1887 stattgefunden hatte, hatte Selvatico die Konsequenz gezogen, an der Finanzierung auch die örtliche Sparkasse (Cassa di risparmio) zu beteiligen. In einer Sitzung am 19. April 1893 war es Selvatico gelungen, die Ratsmitglieder mit dieser Zusage im Rücken von der Ausstellung zu überzeugen. 
Dementsprechend findet sich eine Herme von Selvatico, geschaffen von Pietro Canonica, in den Gärten der Biennale, ebenso wie ein Gemälde von Alessandro Milesi in der Ca’ Pesaro.
Die Korrespondenz Selvaticos umfasst zahlreiche Sammlungen. So schrieb er allein an Pompeo Gherardo Molmenti 19 Briefe.
Selvatico wurde auf der Friedhofsinsel San Michele beigesetzt.